# Hegenloch

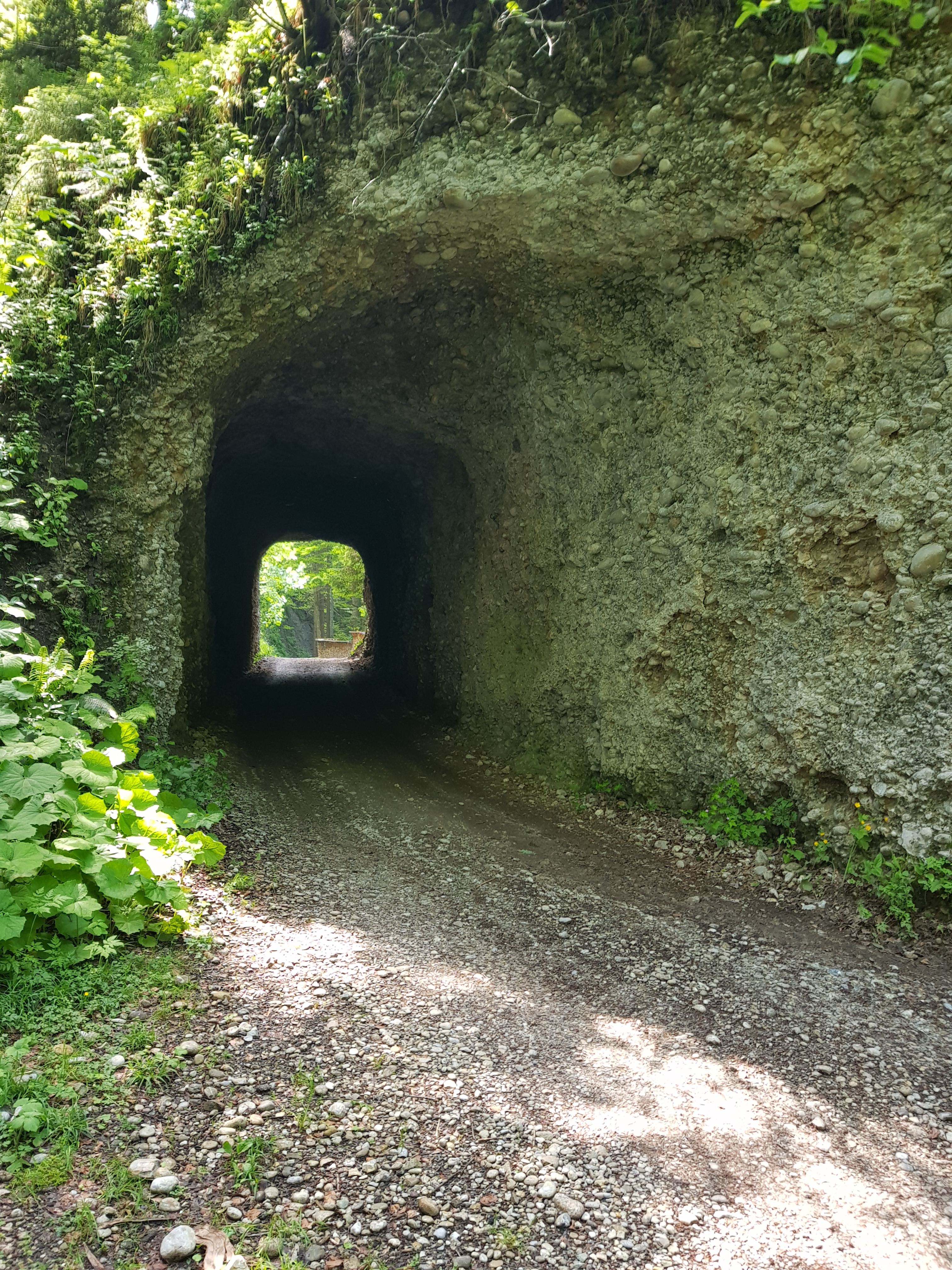
Hegenloch

Das Hegenloch (auch: Hegeloch oder Girsgratloch) ist ein kurzer, rund 27 m langer Strassentunnel im oberen Emmental im Kanton Bern. Der Tunnel wurde im Winter 1839/40 von Bauern aus der Umgebung mit Schwarzpulver aus dem Nagelfluhfelsen herausgesprengt. Das Hegenloch ist nach dem Urnerloch der zweitälteste Verkehrstunnel der Schweiz und wird heute hauptsächlich noch von Wanderern und Bikern genutzt.

## Lage
Das rund 27 m lange, 5 m hohe und 3 m breite Hegenloch befindet sich im oberen Emmental zwischen den Gemeinden Eggiwil und Trubschachen. Der kurze Tunnel durchquert auf einer Höhe von 1075 m ü. M. den Nagelfluhfelsen unter dem Gyrsgrat und verbindet die Alp Girsgrat auf dem Gemeindegebiet von Eggiwil mit der Alp Hegen auf dem Gemeindegebiet von Trubschachen mit einer schmalen Fahrstrasse. Je nach Bergseite heisst daher der Tunnel Girsgratloch oder Hegenloch.

## Bau und Geschichte
Um Käse und Vieh von den Alpen im oberen Emmental auf die Märkte in Langnau, Schangnau und Thun zu transportieren, waren sichere Verkehrswege zwischen dem oberen Emmental und dem Tal der Ilfis nötig. Der direkte Weg über den Gyrsgrat war steil und gefährlich. Dieser konnte mit einem Fuhrwerk nicht mehr und zu Fuss nur noch schlecht begangen werden. Man entschied sich daher, den Gyrsgrat zu untertunneln − eine für damalige Verhältnisse revolutionäre Idee.
Der Stollen wurde im Sprengvortrieb ausgebrochen. Dabei schlug man zunächst mit schweren Hämmern Spitzeisen in den Fels. Die langen Löcher wurden dann mit altem Bernpulver (Schwarzpulver) gestopft. Ganz Westeuropa beneidete einstmals Bern um sein Bernpulver. Dieses bestand aus 77,5 % Salpeter, 9 % Schwefel und 13,5 % Holzkohle aus Haselruten. Durch die Explosion wurde der kompakte Nagelfluh zu Schutt gelockert, den man dann von Hand abtransportierte. Die Sprengarbeiten wurden im Winter 1839/40 durchgeführt. Im Mai 1840 konnte der neue Durchgang in Betrieb genommen werden.
Die Kosten für den Tunnelbau beliefen sich auf 1100 Bernpfund und damit beinahe auf das Dreifache der ursprünglich geschätzten Kosten. Nach heutiger Kaufkraft entspricht dies etwa 100 000 Franken. Der Hauptanteil der Kosten entfiel auf das alte Bernpulver.
Mit dem Tunnel wurde eine sichere Verkehrsverbindung für die Bauern vom oberen Emmental zum damals wichtigen wirtschaftlichen Zentrum Langnau geschaffen. Im Rahmen der Emmekorrektion wurde im Talboden wenige Zeit später eine Strassenverbindung von Eggiwil nach Signau in Angriff genommen. Damit verlor das Hegenloch bereits kurz nach seiner Fertigstellung seine verkehrstechnische Bedeutung wieder.
Während des Zweiten Weltkrieges wurden am Tunnel weitere Arbeiten vorgenommen. Ziel war es offenbar, den Tunnel so auszubauen, dass ein geübter Fahrer mit einem Militärlastwagen hindurchfahren konnte.